# نهائي دوري أبطال أوروبا للسيدات 2016
نهائي دوري أبطال أوروبا للسيدات 2016 هي المباراة النهائية من منافسة دوري أبطال أوروبا للسيدات 2015–16، أقيمت المباراة في 26 مايو 2016، في ملعب مابي – تشيتا ديل تريكولوري، بين فريقي أولمبيك ليون لكرة القدم للسيدات، ونادي فولفسبورغ للسيدات، وفاز فيها أولمبيك ليون لكرة القدم للسيدات، بعد أن هزم نادي فولفسبورغ للسيدات، بنتيجة 1 - 1، وكان حكم المباراة Katalin Kulcsár ‏، وحضر المباراة 15117 شخصاً.

## تفاصيل المباراة
لعبت المباراة النهائية في 26 مايو 2016.
| أولمبيك ليون لكرة القدم للسيدات | 1 -1 | نادي فولفسبورغ للسيدات   |
| ------------------------------- | ---- | ------------------------ |
| آدا هيغربرغ 12 دقيقة'           |      | أليكساندرا بوب 88 دقيقة' |